# Francisco Ruiz Galán
Francisco Ruiz Galán, más conocido como Francisco Ruiz de Galán (Guadix de Granada, Corona de Castilla, 1500–isla Santa Catalina, Imperio español, finales de 1541), fue un militar y conquistador español que con el grado de capitán fue nombrado por el adelantado Pedro de Mendoza como el primer teniente de gobernador de Buen Ayre, Corpus Christi y Buena Esperanza en 1537, hasta que fuera abandonada e incendiada la primera Buenos Aires, a finales de junio de 1541.

## Biografía hasta el viaje a la Sudamérica española

### Origen familiar y primeros años
Francisco Ruiz Galán había nacido en el año 1500 en la ciudad de Guadix de Granada, uno de los cuatro reinos de Andalucía que formaba parte de la Corona de España.

### Expedicionario de Mendoza al Río de la Plata
Ruiz de Galán fue compañero de juventud y entrañable amigo del adelantado Pedro de Mendoza y como hombre de confianza pasaría luego a ser su administrador general en Guadix.
El 24 de agosto de 1535 zarpó del puerto de Sanlúcar de Barrameda con Mendoza que estaba al mando de su expedición, compuesta de 12 buques y una urca alemana, siendo aproximadamente 3.000 hombres. El emperador Carlos V había entregado a Mendoza más de 3.000 ducados que el conquistador debía trasladar al Nuevo Mundo pero la mayoría de la financiación corría por parte de su fortuna personal. Galán llegaría a Sudamérica, específicamente al Río de la Plata, en el año 1536.

## Teniente de gobernador general de Buen Aire y demás fuertes

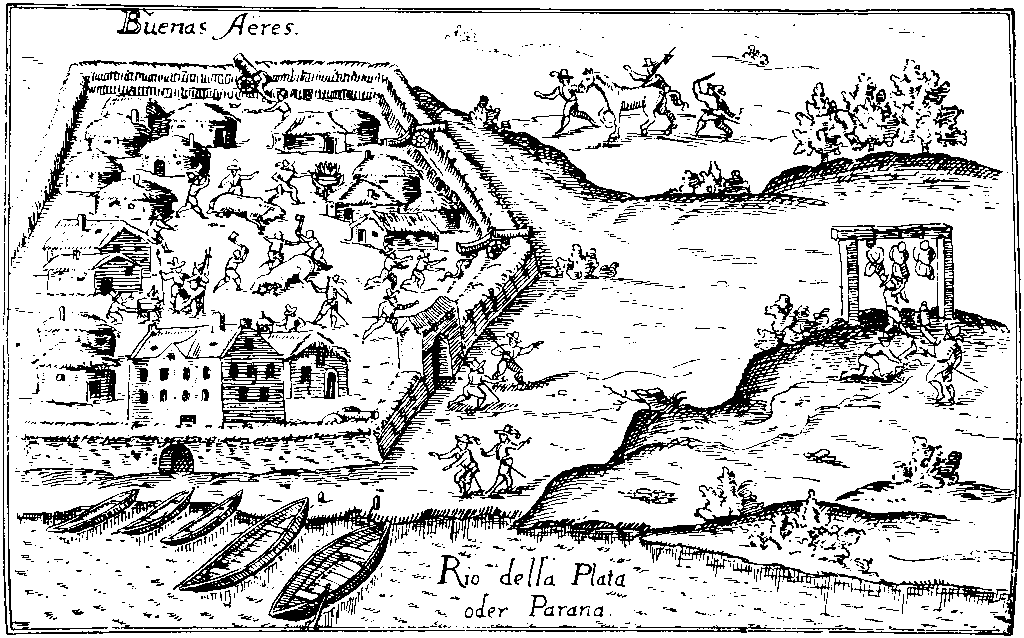
Primera Buenos Aires, poco después de su fundación en 1536.

### Teniente general interino y teniente de gobernador titular
Cuando Mendoza decidió embarcar a Europa por su enfermedad, ordenó a su escribano Pedro Hernández que designara como primer teniente de gobernador de Buen Ayre, Corpus Christi y Buena Esperanza al capitán Francisco Ruiz Galán el día 20 de abril de 1537, y por ausencia de Juan de Ayolas también como su lugarteniente —y por tanto, futuro teniente de gobernador general de Nueva Andalucía, con sede en Asunción desde el 15 de agosto del mismo año— que por encontrarse explorando en el Alto Perú, designaría provisionalmente y en forma interina a Ruiz Galán en su lugar, el día 22 de abril del mismo año.
A finales de octubre del citado año, el capitán Galán no tardó en ser informado por el recién llegado fundador de Asunción, el capitán Juan de Salazar y Espinosa, informándole sobre la feracidad de aquel suelo norteño, de la óptima temperatura paraguaya, de la actual pacificación de los guaraníes, de la buena disposición de las mujeres aborígenes, por lo cual, persuadió a Ruiz Galán a que asumiera de hecho y por derecho la suprema autoridad interina de la gobernación en ausencia de Ayolas.
El capitán Galán procedió a embarcarse para que le jurasen fidelidad, y así lo hicieron los españoles del fuerte de Corpus Chisti el 28 de diciembre del mismo año y luego pasarían al fuerte de la Buena Esperanza por lo mismo.

### Disputas por la sucesión de la gobernación
Mientras tanto, el capitán Domingo Martínez de Irala, quien fuera nombrado lugarteniente de Ayolas y teniente de gobernador de La Candelaria desde el 2 de febrero de 1537, había asumido la jefatura de las fuerzas conquistadoras y procedía a ocupar su puesto en la población neofundada en el alto Paraguay —cercana a la actual Bahía Negra— pero al ser hostigado por los payaguáes, se vio obligado a abandonar dicho Puerto de La Candelaria y al desembarcar en la Asunción, tuvo la sorpresa de encontrar al pretendiente gobernador interino Ruiz Galán que acababa de llegar con Salazar desde el Río de la Plata con un buen número de soldados que trajo de «Buen Ayre» y de los fuertes de Corpus Christi y de Buena Esperanza, por lo cual, entraron en disputas ambos por el mando.

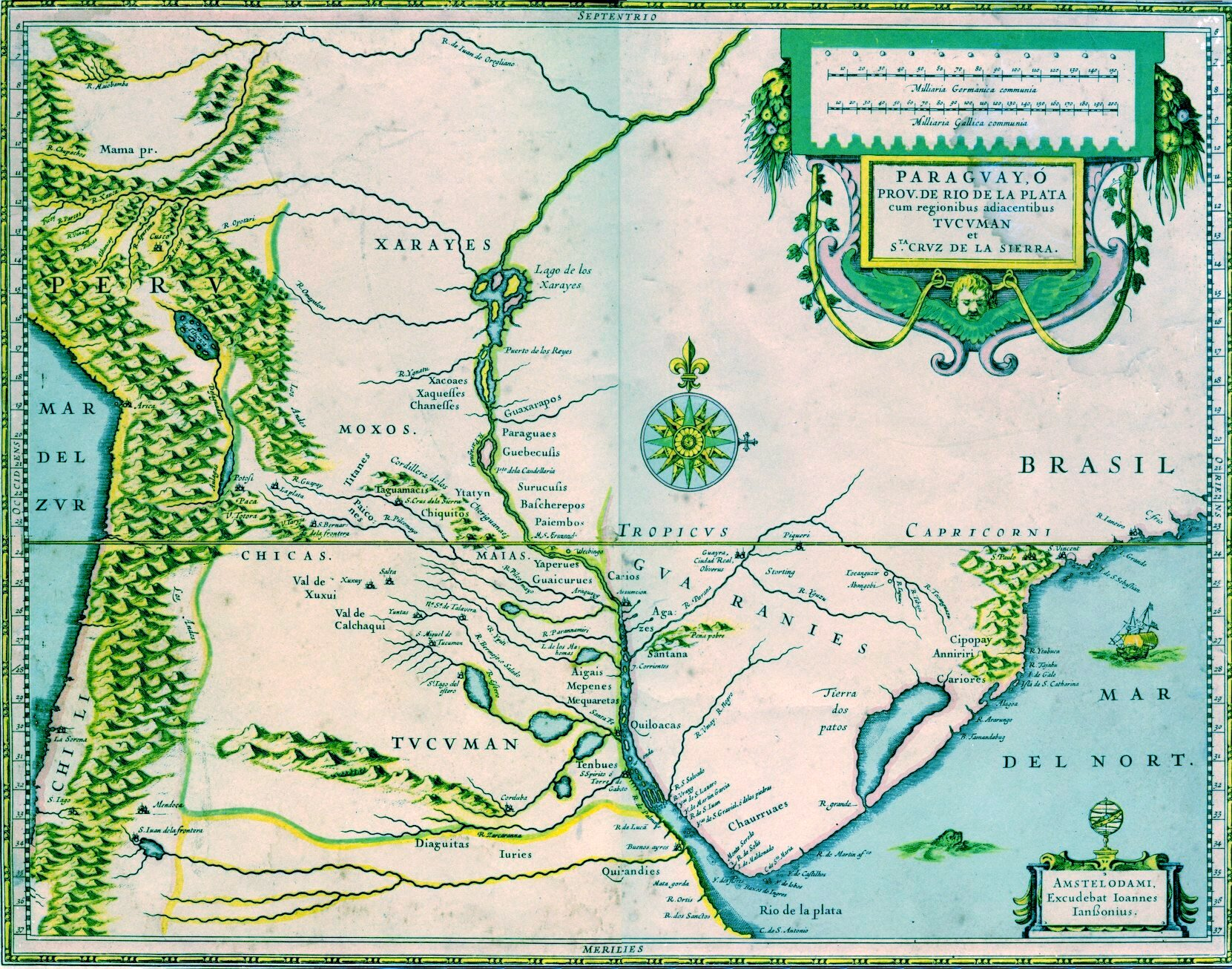
Virreinato del Perú con las gobernaciones del Tucumán y del Río de la Plata y Paraguay, mostrando la ubicación del Puerto de La Candelaria y del Puerto de los Reyes, en un mapa de 1600.

Respaldado por esos hombres, Galán exigió a Irala que le reconociera como autoridad máxima de la gobernación alegando las disposiciones del adelantado Mendoza en el caso de ausencia de Juan de Ayolas que constaban en los protocolos del escribano Pedro Hernández. El capitán Irala sin fuerzas para imponer sus derechos no quiso demostrar el poder que le otorgara dicho lugarteniente, cuyos efectos anularían las pretensiones de su contrincante, ya que el adelantado había establecido que le sucedería en la gobernación el ya citado Ayolas o quien tuviere su poder, sin embargo, se limitó a insistir en que lo ayudaran para retornar a Candelaria, pero el pretendiente Galán mandó a su alguacil Juan Pabón que lo apresara y al ser tan arbitraria la orden, al poco tiempo decidió liberar a Irala y entregarle el bergantín que pedía para retornar hacia el alto Paraguay.

### Primer antecedente democrático rioplatense por real cédula
El veedor de fundiciones —en la actualidad, inspector de Minas— Alonso de Cabrera que había llegado en la nave Marañona al Río de la Plata desde España, en noviembre de 1538, arribaba agraciado por la Corona española con ese nombramiento pero no tanto para explotar los hipotéticos metales del subsuelo rioplatense, sino con la concreta misión de observar la realidad política local, y de procurar el establecimiento de un gobernador, por si el adelantado no hubiese designado algún sucesor. Para concretar ese objetivo, el comisionado traía una real cédula del emperador Carlos V con fecha del 12 de noviembre de 1537 —el primer antecedente de democracia en tierra rioplatense— en donde ordenaba a Cabrera que:

"Si al tiempo que allá llegareis fuese muerta la persona que dejó por su Teniente Don Pedro de Mendoza [...] y éste al tiempo de su fallecimiento o antes no hubiese nombrado Gobernador, y los conquistadores y pobladores no lo hubiesen elegido: vos mandamos que en tal caso hagais juntar los dichos pobladores [...] eligan en nuestro nombre por Gobernador y Capitán General [...] a la persona que según Dios y sus creencias parezca mas suficiente para el dicho cargo; y la persona que así eligiesen todos en conformidad o la mayor parte de ellos, use y tenga el dicho cargo [...] Lo cuál vos mandamos así se haga con toda paz y sin bullicio ni escándalo".

## Pérdida de la gobernación nominal de Nueva Andalucía

### Liderazgo de Martínez de Irala apoyado por el enviado del emperador
Por una cuestión de superioridad en el mando que le quisiera imponer el teniente de gobernador general Galán a Cabrera, provocó que ambos chocaran con sus personalidades, y por los poderes otorgados por el propio emperador se inclinaría a favor de Martínez de Irala, quitándole momentáneamente el 18 de noviembre de 1538 al capitán Ruiz Galán el mando nominal de la ciudad de Asunción y por ende, de la gobernación del Río de la Plata y del Paraguay.
Enterado Cabrera de la situación existente, por la insistencia y pretensiones de Ruiz Galán, marchó con este hacia Asunción en mayo de 1539 donde pudo comprobar efectivamente, el poder entregado por Ayolas a Irala, por lo que dispuso definitivamente fuera reconocido Martínez de Irala como gobernador y capitán general de todas los territorios del Río de la Plata y del Paraguay, siendo acatado por toda la población esta resolución que resultaba de la voluntad del emperador.

### La gestión de su tenencia de gobierno bonaerense
En los años 1537 y 1539, su lugarteniente Juan de Ortega se había quedado remplazándolo, pero sin tomar el interinato, cuando fuera a la ciudad de Asunción para asumir en forma provisional la gobernación, aunque sin lograr su objetivo, como quedó ya citado.
Al mismo tiempo que Alonso Cabrera viajaba al Brasil para pasar el invierno, el marino genovés León Pancaldo, luego de una empresa frustrada con otros compatriotas hacia el Virreinato del Perú, al llegar a la costa brasileña zarpó con la Santa María para pasar por el estrecho de Magallanes pero por un temporal tuvo que retroceder al Río de la Plata, adonde llegó el 25 de febrero de 1538. Este había anclado en la isla San Gabriel y el día 24 de abril del corriente fue rescatado y guidado por Antón López de Aguiar con la nao Santa Catalina, bajo la promesa de que sería muy bien recompensado, pero una vez que llegaron al puerto de la primera Buenos Aires y notando que era una aldea muy pobre, quiso cobrar lo prometido con dos esclavos que poseía el marino genovés, a lo que este se negó, por lo cual, Aguiar iniciaría pleito para poder recibir una indemnización de parte de Pancaldo quien se defendería el 6 de julio por escrito expresando que dichos esclavos eran del dueño de la nao que él mismo arrendaba y que estaba comprometido a devolverlos en Cádiz.
Al poco tiempo, el teniente de gobernador bonaerense mandaría con la nao Anunciada al capitán Gonzalo de Mendoza a la costa brasileña para que procurase provisiones alimenticias para los pobladores hambrientos.
En 1538, el capitán Ruiz de Galán escribió como teniente de gobernador sobre la primera Buenos Aires —que había sido fundada el 2 de febrero de 1536 por el adelantado Pedro de Mendoza— una breve descripción con respecto al Riachuelo cuyo cauce se extendía hasta el frente de la parte sur de la ciudad: 

“Aquélla población se fundó en los terrenos bajos de la margen del Riachuelo de los Navíos [...]  Es puerto seguro porque es muy limpio.”

Al retornar a su jurisdicción en 1539, como teniente de gobernador de la entonces Buenos Aires y dependencias, el capitán Ruiz de Galán se convertiría en el primero en sembrar y cosechar las tierras —con maíz— en suelo argentino, para poder mitigar el hambre de los pobladores de la primera Buenos Aires y lograr de esta forma su autoabastecimiento de alimentos.
El capitán Juan de Ortega, a finales de julio de 1540 y por mandato del gobernador interino Martínez de Irala, partió por vía fluvial con algunos hombres de la ciudad de Asunción a bordo de dos embarcaciones con la orden de alcanzar la malograda y hambrienta primera Buenos Aires, y tomar así posesión de la misma para luego mudarla de lugar. Al llegar a destino a finales de agosto del mismo año, no pudo cumplir con su orden porque los pobladores se resistieron y algunos por los maltratos se vieron obligados a huir al Brasil. En su arribo al puerto hacía poco tiempo que el genovés Pancaldo había fallecido.

### Abandono de la primera Buenos Aires por decisión de Irala
El gobernador Irala tenía como objetivo privar de autoridad y mando al teniente de gobernador Ruiz Galán, por lo que era crucial abandonar el «Puerto del Buen Ayre» y demás fortificaciones, aunque sus habitantes hubieran logrado autoabastecerse con cultivos y ganado, sumado a que habían cesado los ataques aborígenes querandíes, afianzándose la población. Pero para Irala valía la pena perder el único puerto marítimo de la gobernación, con tal de centralizar su poder.
A finales de junio de 1541 procedían al abandono de los poblados meridionales y el 2 de septiembre del corriente llegaban los habitantes de los despoblados establecimientos de Buen Ayre y Corpus Christi.

### Fallecimiento
Al tomar la decisión del gobernador Domingo Martínez de Irala de despoblar la primera Buenos Aires, Ruiz Galán había pedido permiso de retirarse de la campaña conquistadora sin tener que pasar por Asunción, e Irala le había permitido trasladarse a la isla Santa Catalina, en el océano Atlántico (del actual Brasil), para pasar a Europa y retornar a Guadix, pero en dicha isla se pierde contacto con el capitán Francisco Ruiz de Galán, asumiéndose su muerte a finales del mismo año.